# Kuhalm
Kuhalm är ett berg i Österrike.   Det ligger i distriktet Sankt Veit an der Glan och förbundslandet Kärnten, i den centrala delen av landet, 210 km sydväst om huvudstaden Wien. Toppen på Kuhalm är 1 777 meter över havet, eller 597 meter över den omgivande terrängen. Bredden vid basen är 11,2 km.
Terrängen runt Kuhalm är huvudsakligen kuperad. Kuhalm ligger uppe på en höjd som går i öst-västlig riktning. Närmaste större samhälle är Friesach, 14,7 km sydost om Kuhalm. 
I omgivningarna runt Kuhalm växer i huvudsak blandskog. Runt Kuhalm är det ganska glesbefolkat, med 38 invånare per kvadratkilometer.